# MANDY (dj)
Mandy Praet (Gent, 23 oktober 1997) is een Belgische hardstyle-dj die werkt onder de artiestennaam MANDY. Vanaf haar vijftiende draaide zij in lokale clubs zoals Highstreet, Complex en Cherry Moon in België, totdat zij zich aansloot bij Platform Agency. Ze heeft opgetreden op festivals als Tomorrowland en Daydream Festival.

## Uitgaven
Haar eerste uitgave was B*tch Is Back, samen met MC DV8, op het Belgische hardstyle-label Dirty Workz. Haar doorbraak kwam in 2017 met het nummer Raggadrop. In 2018 bracht MANDY een remix uit van het nummer Jackie Chan van Tiësto.
In deze periode kwam tevens eigen werk uit, waaronder:
- 2017 - RaggaDrop
- 2018 - Gimme Your Love
- 2019 - High Tonight
- 2019 - Bodyshock
- 2020 - We Are Warriors
- 2023 - UNDRGRND

In 2019 werd haar bootleg van Don't You Worry Child op het hoofdpodium van Tomorrowland gedraaid door Dimitri Vegas & Like Mike. 